# 密丛薹草
密丛薹草（学名：Carex densicaespitosa）是莎草科薹草属的植物，为中国的特有植物。分布在中国大陆的广西自治区等地，生长于海拔1,450米的地区，多生长于林下，目前尚未由人工引种栽培。